# Ornithocoris pallidus
Ornithocoris pallidus är en insektsart som beskrevs av Robert L. Usinger 1959. Ornithocoris pallidus ingår i släktet Ornithocoris och familjen vägglöss. Inga underarter finns listade i Catalogue of Life.